# Yvré-l'Évêque
Yvré-l'Évêque là một xã trong tỉnh Sarthe ở tây bắc nước Pháp. Xã này nằm ở khu vực có độ cao từ 44-118 mét trên mực nước biển.